# Лукошкино (Кемеровская область)
Лукошкино — село в Топкинском районе Кемеровской области. Входит в состав Лукошкинского сельского поселения.

## География
Центральная часть населённого пункта расположена на высоте 187 м над уровнем моря.

## Население
| 2010 |
| ---- |
| 252  |

### Половой состав
По данным Всероссийской переписи населения 2010 года, в селе Лукошкино проживало 252 человека (125 мужчин, 127 женщин).